# Pampuchy

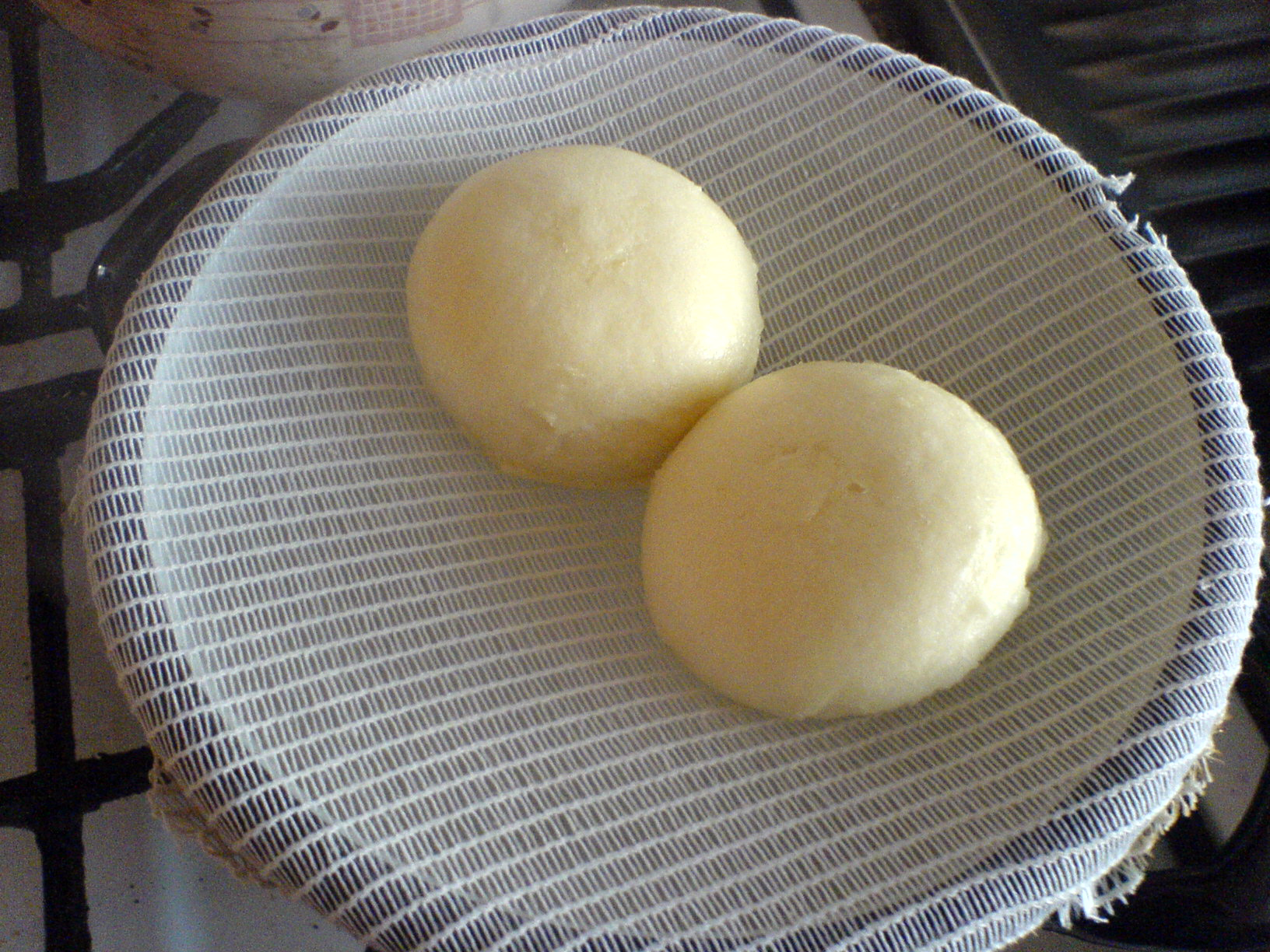
Pampuchy während der Zubereitung.

Pampuchy (auch Kluski na parze = Dampfnudeln, Pyzy drożdżowe = Hefeklöße oder Kluski parowe = Dampfknödel; Singular: Pampuch) lautet im Polnischen die Bezeichnung für bestimmte Teigprodukte. Es handelt sich dabei um nicht ganz faustgroße Hefeklöße, die gedämpft, also über kochendem Wasser in Dampf gegart werden.
Der Teig besteht aus Hefe, Mehl, Milch, Salz und zerlassenem Fett und geht bereits vor dem Garen auf. Durch das Dampfbad wird die Konsistenz der Klöße noch luftiger und absorptiver, was sie zu begehrten Beilagen macht.
Das Wort entstand durch Übernahme des deutschen Pfannkuchen mit Fernassimilation р – k > р – р.
In historischer Hinsicht entstammen Pampuchy dem altslawischen und altpolnischen Fastnachtsbrauchtum und sind eng mit Krapfen (Pączki) und Hefepfannkuchen (Racuchy) verwandt, die allerdings in Fett ausgebacken und nicht gedämpft werden. Besonders in Großpolen, wo man Pampuchy gerne zu Entengerichten isst, aber auch in Schlesien gehören sie zur Speisetradition. Böhmische Knödel und Buchteln sind nahe böhmische Verwandte; in Oberschlesien werden Pampuchy oft auch Buchty genannt. Über die böhmische Küche sind Pampuchy auch mit bayerischen, fränkischen und österreichischen Mehlspeisen wie Dampfnudel und Germknödel verwandt.